# Francesca Cassola
Francesca Cassola (Milano, 1º gennaio 1980) è un'attrice e conduttrice radiofonica italiana.

## Biografia
Attrice attiva fin da bambina, recita in film soprattutto di Carlo Vanzina, tra cui La partita (dove recita a fianco di attori come Jennifer Beals, Matthew Modine, Corinne Cléry, Federica Moro, Faye Dunaway e Feodor Chaliapin Jr) e Anni 90. Ma è in televisione che ottiene notorietà con il ruolo di Elisa nei sequel live action dell'anime Kiss Me Licia, dove viene doppiata dalla collega Debora Magnaghi. Fino al 2005 è stata la voce di Radio Deejay. Nel doppiaggio viene ricordata nell'anime Petali di stelle per Sailor Moon, dove interpreta Sailor Star Regina del Coraggio.

## Filmografia

### Attrice

#### Cinema
- I miei primi quarant'anni, regia di Carlo Vanzina (1987)
- Opera, regia di Dario Argento (1987)
- La partita, regia di Carlo Vanzina (1988)
- Anni 90, regia di Enrico Oldoini (1992)

#### Televisione
- Love Me Licia – serie TV, 22 episodi (1986)
- Licia dolce Licia – serie TV, 22 episodi (1987)
- Teneramente Licia – serie TV, 32 episodi (1987)
- Balliamo e cantiamo con Licia – serie TV, 32 episodi (1988)
- Come stanno bene insieme, regia di Vittorio Sindoni – miniserie TV (1989)

### Doppiatrice
- Petali di stelle per Sailor Moon: Sailor Star Regina del Coraggio
- Wedding Peach - I tanti segreti di un cuore innamorato: Kristel